# Антоновка (Старобельский район)
Анто́новка (укр. Антонівка) — село в Старобельском районе Луганской области Украины. Население составляет 160 человек. Орган местного самоуправления — Садковский сельсовет. Через село проходит первый многониточный газопровод Ставрополь—Москва.

Вид на Антоновку